# Винка Саздова
Винка Саздова (мкд. Винка Саздова, Стерзовце, 10. август 1956) је македонска књижевница и оснивач Издавачког центра ТРИ у Скопљу.

## Биографија
Винка Саздова је рођена 10. августа 1956. године у Стрезовцу, Република Македонија. На Филозофском факултету у Скопљу, дипломирала је на одсеку за психологију. Била је запослена као новинар у редакцији за културу дневног листа "Вечер", уредник за културу листа "Република". Потом је радила као сарадник у издавачкој кући "Култура", као директор и главни уредник издавачке куће "Зумпрес". "Издавачки центар Три" је основала 1999. године и десет година била његов главни уредник.

## Стваралаштво
Књижевношћу почиње да се бави од 2009. године. Објавила је романе Последњи чај (Последниот чај, 2009), Поља дивљих нарциса (Полиња со диви нарциси, 2011), Понекад срећа дође (Понекогаш доаѓа среќа, 2013), Луна (Луна, 2015) и Вилино (Вилино, 2019). За најчитанијег аутора је проглашена два пута: 2012. године у Националној и универзитетској библиотеци "Св. Климент Охридски" Скопље, и 2014. године у Градској библиотеци "Браћа Миладиновци" Скопље. Тренутно живи и ради у Скопљу и Охриду. Дела су јој превођена на српски, хрватски и бугарски језик.

## Приватни живот
Винка Саздова је у браку са Славком више од четири деценије и са њим има три сина, Александра, Бојана и Љубомира.

### Романи
- Последњи чај (Последниот чај), 2009.
- Поља дивљих нарциса (Полиња со диви нарциси), 2011.
- Понекад срећа дође (Понекогаш доаѓа среќа), 2013.
- Луна (Луна), 2015.
- Вилино (Вилино), 2019.

### Књиге за децу
- Ти носам пустински песок (2021)

## Награде
Винка Саздова је два пута проглашена за најчитанијег аутора 2012. и 2014. године.